# Johann Georg Temme
Johann Georg Temme (* 8. März 1835 in Grebenstein (Landkreis Kassel); † 25. Mai 1915 in Wiesbaden) war ein deutscher Kommunalpolitiker und Abgeordneter des Provinziallandtages der preußischen Provinz Hessen-Nassau.

## Leben
Johann Georg Temme wurde als Sohn des Bürgermeisters Johann Temme und dessen Ehefrau Katharina Marie geborene Raake geboren. Er war mit Katharine geborene Hamel verheiratet und evangelischer Konfession. Nach dem Ausscheiden aus der Hessen-kasselschen Armee (er diente dort von 1856 bis 1868) wurde er Stadtschreiber im damalig noch selbstständigen Ort Bockenheim (die Eingemeindung zu einem Stadtteil von Frankfurt am Main erfolgte erst 1895). Im April 1870 wurde er hier zum Bürgermeister gewählt. Dieses Amt übte er bis zu seinem Rücktritt im Jahre 1890 aus. Nachfolger als Bürgermeister war Adalbert Hengsberger. Mit dem Amt des Bürgermeisters war der Vorsitz in der Verwaltungskommission der Bockenheimer Sparkasse und der Krankenanstalt verbunden. Ebenso nahm er Aufgaben des Standesbeamten wahr.
Von 1875 bis 1885 war Temme Mitglied des Kurhessischen Kommunallandtages des preußischen Regierungsbezirks Kassel, aus dessen Mitte er ein Mandat für den Provinziallandtag der Provinz Hessen-Nassau des preußischen Regierungsbezirks Wiesbaden erhielt. Zwischen 1886 und 1889 war er Mitglied im Kreistag und Kreisausschuss des Landkreises Frankfurt. Von 1886 bis 1892 war er Mitglied des Nassauischen Kommunallandtages des preußischen Regierungsbezirks Wiesbaden und hatte in  dieser Funktion auch einen Sitz im Provinziallandtag. Im Provinziallandtag gehörte er der Wegebaukommission an.